# PKMR
PKMR(영어: Patrol-boat Killer Medium Rocket)은 대한민국 해군의 차기 고속정이자 참수리급 고속정을 대체하는 고속정으로 PKX-B(Patrol Killer eXperimental)으로 불렸다. 함급명은 검독수리로 명명됐다.

## 개발
제2연평해전의 영향과 노후화된 참수리급 고속정을 대체하기 위해 대한민국 해군이 벌이고 있는 차세대 고속정사업으로 윤영하급 고속함과 함께 계획되었다. 총 16척이 계획되었고, 현재 9척이 취역하였다.

## 특징
최신 전투체계로 자동화된 시스템을 통해 230톤짜리 고속정의 운용인원이 20여명밖에 되지 않는다. 또한 화력도 대폭 강화되어 매우 낡고 약한 북한군의 함선들은 쉽게 파괴 가능하다.
PKMR에 탑재된 비룡 로켓은 해상으로 침투하는 북한군의 공기부양정과 경비정을 정확히 타격할 수 있으며 12.7mm K-6 중기관총은 직접 함정 레이더와 연동해 표적을 자동 추적, 적외선 카메라로 탄착점을 수정, 발사한다. 이로서 기존 고속정의 수병들이 직접 조작하는 기관총과는 달리 더 안전하게 사격이 가능해졌다.

## 함정 목록
| 함번 | 이름           | 건조일          | 진수일           | 취역일          | 제작사     | 상태    |
| 211  | 참수리-211호정 | 2014년 10월     | 2016년 7월 28일  | 2017년 11월 1일 | 한진중공업 | 운용 중 |
| 212  | 참수리-212호정 | 2016년 10월     | 2018년 12월 28일 | 2019년 12월     | 한진중공업 | 운용 중 |
| 213  | 참수리-213호정 | ?               | 2018년 12월 28일 | 2019년 12월     | 한진중공업 | 운용 중 |
| 215  | 참수리-215호정 | ?               | 2018년 12월 28일 | 2019년 12월     | 한진중공업 | 운용 중 |
| 216  | 참수리-216호정 | 2017년 6월 28일 | 2019년 12월 13일 | 2020년 말       | 한진중공업 | 운용 중 |
| 217  | 참수리-217호정 | 2017년 6월 28일 | 2019년 12월 13일 | 2020년 말       | 한진중공업 | 운용 중 |
| 218  | 참수리-218호정 | 2017년 6월 28일 | 2019년 12월 13일 | 2020년 말       | 한진중공업 | 운용 중 |
| 219  | 참수리-219호정 | 2017년 6월 28일 | 2019년 12월 13일 | 2020년 말       | 한진중공업 | 운용 중 |
| 221  | PKMR-221       | ?               | ?                | ?               | 한진중공업 | 운용 중 |